# Эпифрагма
Эпифра́гма — плёнка из застывшей слизи, которой при неблагоприятных условиях многие брюхоногие моллюски закупоривают устья раковины. Между плёнкой и глубоко втянутым внутрь телом улитки остаётся обычно прослойка воздуха.
Эпифрагма содержит карбонат кальция и образована специальными выделениями, затвердевающими на воздухе. Её роль у брюхоногих моллюсков состоит в защите от неблагоприятных физических условий среды, как, например, от засухи или холода. 
Обильному и быстрому выделению слизи, необходимой для образования эпифрагмы, способствуют так называемые «зубцы» в устье раковины, особенно характерные для видов, обитающих в засушливых условиях. У одних они представляют собой весьма многочисленные и сильные выпуклости на внутренних стенках устья, у других они выглядят как тонкие и острые пластинки, уходящие по внутренней стенке оборота далеко в глубь раковины. Все эти образования при втягивании ноги внутрь раковины давят на мягкие ткани и выжимают слизистый секрет, застывающий тотчас в эпифрагму.
Под защитой эпифрагмы садовые улитки (см. лёгочные улитки) оказались способными в течение нескольких дней переносить температуру в 110 и 120° ниже нуля, за исключением тех экземпляров, у которых эпифрагма была с трещиной.